# Ławeczko Stare
Ławeczko Stare dawniej też Ławecko lub Ławiecko – wieś w Polsce położona w województwie mazowieckim, w powiecie zwoleńskim, w gminie Przyłęk. Ma status sołectwa.
| SIMC    | Nazwa      | Rodzaj                          |
| ------- | ---------- | ------------------------------- |
| 1058875 | Doły       | część wsi                       |
| 1058898 | Gajówka    | część wsi (zniesiona w 2023 r.) |
| 1059024 | Kolonia    | część wsi                       |
| 1059538 | Stara Wieś | część wsi (zniesiona w 2023 r.) |
| 1059610 | Śluza      | część wsi (zniesiona w 2023 r.) |
| 1059780 | Żabieniec  | część wsi (zniesiona w 2023 r.) |

W latach 1975–1998 miejscowość administracyjnie należała do województwa radomskiego.
Wierni Kościoła rzymskokatolickiego należą do parafii św. Stanisława Biskupa i św. Małgorzaty w Janowcuj.